# William Church
William Church, né vers 1778 dans le Vermont (États-Unis), mort en 1863 à Birmingham (Angleterre) est un inventeur américain qui a travaillé en Angleterre et est l’auteur de diverses inventions. Il est souvent mentionné comme « Dr William Church ».

## Biographie
Alors qu’il vit à Boston, il conçoit dès 1807 une machine à composer qui est généralement considérée comme la première de ce genre, d’autres projets antérieurs étant restés à l’état de plans. En 1820 il s’installe en Angleterre avec sa machine toujours en développement, elle est brevetée en 1822. Elle consiste en un clavier surmonté d’un magasin de caractères : l’action d’une touche fait descendre le caractère correspondant dans un composteur. La machine s’accompagne d’une autre, destinée à fondre des caractères, et d'une presse à platine. Ces machines ne semblent pas avoir connu de véritable carrière.
Peu de temps après, il s’installe à Bordeslay Green, près de Birmingham, afin de promouvoir son invention. Il dépose de multiples brevets, dans tous les domaines de l’industrie : la fabrication de boutons, de clous, la métallurgie, la filature. Toujours dans le secteur de l’imprimerie, il fait breveter une presse avec un nouveau système d’alimentation en papier : le système de pinces qui saisissent la feuille de papier, encore en usage aujourd’hui.
Il s’intéresse ensuite aux machines à vapeur. En 1829, il dépose un brevet pour un moteur marin et l’équipement qui lui est associé, et en 1830 un type de chaudière. En 1832, nouveau brevet, pour une voiture mue par la vapeur, qui ne semble pas avoir été construite. Cependant en 1835 il fonde la London and Birmingham Steam Carriage Company, dont le prospectus décrit un véhicule de 60 cv, capable de tirer une charge de 15 tonnes à une moyenne de 15 miles à l’heure. Une gravure de Josiah Allen (Science Museum) d’après John Cooke montre un véhicule routier à trois roues, à deux compartiments de passagers avant et arrière, semblables à ceux des diligences, des passagers assis sur l’impériale, avec le conducteur actionnant une barre de direction. La partie centrale contenait la machine à vapeur. Il existe en outre plusieurs représentations différentes montrant des véhicules de forme parallélépipédique. Bien que les projets de tels véhicules se multiplient en Angleterre à cette époque, peu de gens sont disposés à voyager sur une machine à vapeur susceptible d’exploser, les compagnies de diligences et les péages routiers se chargent de dissuader les amateurs. L’engin de Church était supposé assurer un service journalier entre Londres et Birmingham, mais il est probable que s’il a été construit, aucun trajet ne fut mené à bien, et la compagnie fut dissoute.
En 1838, Church construit une locomotive d’abord appelée Victoria, et effectue des essais entre Londres et Birmingham. où elle atteint la vitesse de 60 miles à l’heure, mais ne se montre pas spécialement performante. Rebaptisée Surprise, la locomotive est affectée à des essais sur le Lickey Incline, célèbre ligne en forte pente près de Birmingham. À Bromsgrove Station, la chaudière explose, tuant les deux chauffeurs et blessant de nombreuses personnes. Équipée d’une nouvelle chaudière, la locomotive est rebaptisée Eclipse et est utilisée jusque dans les années 1850.